# Монтрезл Гаррелл
Монтрезл Дашей Гаррелл (англ. Montrezl Dashay Harrell, нар. 26 січня 1994, Тарборо, Північна Кароліна, США) — американський професійний баскетболіст, гравець команди НБА «Філадельфія Севенті Сіксерс». Гравець національної збірної США. Найкращий шостий гравець НБА 2020 року.

## Ігрова кар'єра
На університетському рівні грав за команду Луівілл (2012—2015). 2013 року став чемпіоном NCAA у її складі.
2015 року був обраний у другому раунді драфту НБА під загальним 32-м номером командою «Г'юстон Рокетс». Захищав кольори команди з Г'юстона протягом наступних 2 сезонів. У перший рік свого перебування часто грав за фарм-клуб «Г'юстона» з Ліги розвитку НБА «Ріо-Гранде Воллей Вайперс». 30 грудня 2016 року у матчі проти «Лос-Анджелес Кліпперс» набрав 29 очок, що стало його особистим рекордом.
2017 року став гравцем «Лос-Анджелес Кліпперс», куди разом з Патріком Беверлі, Семом Деккером, Даруном Гілліардом, Деандре Ліггінсом, Лу Вільямсом та Кайлом Вілчером перейшов в обмін на Кріса Пола.
26 жовтня 2018 року в матчі проти «Г'юстон Рокетс» набрав рекордні для себе 30 очок. 22 лютого в матчі проти «Мемфіс Гріззліс» повторив це досягнення, а через три дні набрав уже 32 очки в матчі проти «Даллас Маверікс».
У вересні 2020 року був названий найкращим шостим гравцем року НБА.
22 листопада 2020 року підписав контракт з «Лос-Анджелес Лейкерс». Дебютував за нову команду 22 грудня у матчі проти своєї попередньої команди «Кліпперс», де набрав 17 очок та 10 підбирань.
6 серпня 2021 року перейшов до складу «Вашингтон Візардс» як частина угоди по Расселлу Вестбруку.
10 лютого 2022 року був обміняний до «Шарлотт Горнетс» на Іша Сміта, Вернона Кері та драфт-пік другого раунду 2023 року.
13 вересня 2022 року підписав контракт з «Філадельфією».

## Статистика виступів в НБА

### Регулярний сезон
| Сезон             | Команда                 | GP  | GS | MPG  | FG%  | 3P%  | FT%  | RPG | APG | SPG | BPG | PPG  |
| ----------------- | ----------------------- | --- | -- | ---- | ---- | ---- | ---- | --- | --- | --- | --- | ---- |
| 2015–16           | «Х'юстон Рокетс»        | 39  | 1  | 9.7  | .644 | .000 | .522 | 1.7 | .4  | .3  | .3  | 3.6  |
| 2016–17           | «Х'юстон Рокетс»        | 58  | 14 | 18.3 | .652 | .143 | .628 | 3.8 | 1.1 | .3  | .7  | 9.1  |
| 2017–18           | «Лос-Анджелес Кліпперс» | 76  | 3  | 17.0 | .635 | .143 | .626 | 4.0 | 1.0 | .5  | .7  | 11.0 |
| 2018–19           | «Лос-Анджелес Кліпперс» | 82  | 5  | 26.3 | .615 | .176 | .643 | 6.5 | 2.0 | .9  | 1.3 | 16.6 |
| 2019–20           | «Лос-Анджелес Кліпперс» | 63  | 2  | 27.8 | .580 | .000 | .658 | 7.1 | 1.7 | .6  | 1.1 | 18.6 |
| 2020–21           | «Лос-Анджелес Лейкерс»  | 69  | 1  | 22.9 | .622 | .000 | .707 | 6.2 | 1.1 | .7  | .7  | 13.5 |
| 2021–22           | «Вашингтон Візардс»     | 46  | 3  | 24.3 | .645 | .267 | .727 | 6.7 | 2.1 | .4  | .7  | 14.1 |
| 2021–22           | «Шарлотт Горнетс»       | 25  | 0  | 21.0 | .645 | .000 | .692 | 4.9 | 2.0 | .4  | .5  | 11.4 |
| Усього за кар'єру | Усього за кар'єру       | 458 | 29 | 21.5 | .620 | .117 | .662 | 5.3 | 1.4 | .6  | .8  | 12.9 |

### Плей-оф
| Сезон             | Команда                 | GP | GS | MPG  | FG%  | 3P%  | FT%  | RPG | APG | SPG | BPG | PPG  |
| ----------------- | ----------------------- | -- | -- | ---- | ---- | ---- | ---- | --- | --- | --- | --- | ---- |
| 2016              | «Х'юстон Рокетс»        | 2  | 0  | 6.0  | .333 | .000 | .500 | 1.0 | .0  | .0  | .0  | 1.5  |
| 2017              | «Х'юстон Рокетс»        | 5  | 0  | 4.2  | .333 | .000 | .500 | 1.2 | .4  | .0  | .0  | 1.0  |
| 2019              | »Лос-Анджелес Кліпперс" | 6  | 0  | 26.3 | .730 | .000 | .692 | 5.5 | 2.2 | .5  | .7  | 18.3 |
| 2020              | »Лос-Анджелес Кліпперс" | 13 | 0  | 18.7 | .573 | .200 | .603 | 2.9 | .4  | .4  | .5  | 10.5 |
| 2021              | «Лос-Анджелес Лейкерс»  | 4  | 0  | 9.8  | .571 | .000 | .778 | 3.0 | .0  | .5  | .0  | 5.8  |
| Усього за кар'єру | Усього за кар'єру       | 30 | 0  | 15.8 | .624 | .143 | .631 | 3.0 | 0.7 | .3  | .4  | 9.2  |